# James MacKinlay
James MacKinlay (* 11. August 2000 in Bedford) ist ein britischer Tennisspieler aus England.

## Karriere
MacKinlay spielte zwischen 2015 und 2018 rund 50 Matches auf der ITF Junior Tour, kam aber nie über Platz 566 hinaus.
Bei den Profis fokussierte sich MacKinlay schnell auf die Doppelkonkurrenz; im Einzel kam er nicht zu einer Platzierung in der Weltrangliste. 2019 erreichte er auf der ITF Future Tour das erste Endspiel im Doppel. 2022 durchbrach er erstmals die Top 1000 im Doppel. 2023 gewann er die ersten zwei Titel auf der Future Tour, 2024 kam ein weiterer hinzu, wodurch er in der Rangliste Ende 2024 auf Platz 324 stand. In diesem Jahr waren ihm auf der höher dotierten ATP Challenger Tour in Pozoblanco und Champaign die ersten Finaleinzüge auf diesem Niveau gelungen. 2025 gewann er neben seinem vierten Future-Titel in Nottingham mit Scott Duncan auch den ersten Challenger-Titel. Er stieg damit auf sein Karrierehoch von Platz 254.

## Erfolge
| Legende (Anzahl der Siege) |
| Grand Slam                 |
| ATP Finals                 |
| ATP Tour Masters 1000      |
| ATP Tour 500               |
| ATP Tour 250               |
| ATP Challenger Tour (1)    |

### Doppel

#### Turniersiege
| Nr. | Datum         | Turnier    | Belag | Partner      | Finalgegner                   | Ergebnis          |
| --- | ------------- | ---------- | ----- | ------------ | ----------------------------- | ----------------- |
| 1.  | 13. Juli 2025 | Nottingham | Rasen | Scott Duncan | Charles Broom Mark Whitehouse | 7:5, 4:6, [20:18] |